# Lingua awadhi
La lingua awadhi o oudhi (devanagari: अवधी) è una lingua indo-ariana parlata in India e Nepal. Al 2022, è parlata da 4,4 milioni di parlanti totali.

## Distribuzione geografica
La lingua è attestata nel 2009 in India, negli stati di Bihar, Madhya Pradesh, Uttar Pradesh e a Delhi; circa mezzo milione di locutori era stanziato nel Nepal occidentale, nelle zone di Bheri e Lumbini.

## Classificazione
Secondo Ethnologue l'awadhi è una delle lingue della zona centro orientale del famiglia indoariana.

## Sistema di scrittura
L'awadhi utilizza l'alfabeto devanagari.